# 全米女子アマチュアゴルフ選手権
全米女子アマチュアゴルフ選手権 (U.S. Women's Amateur Golf Championship) は米国のゴルフトーナメントで、女子アマチュアゴルファーの最高峰に位置する大会。毎年開催され、全米ゴルフ協会 (USGA) が主催する13の選手権大会の一つに数えられる。あらゆる国籍の女性アマチュアゴルファーが参加申し込みをすることができ、年齢制限もない。1895年、ともに男子大会である全米アマチュアゴルフ選手権と全米オープンが相次いで開催された1か月後にはこの全米女子アマチュア選手権第1回大会が開催されており、1946年に第1回大会が開催された全米女子オープンに比べてもはるかに歴史のある大会である。全英女子アマチュア選手権と並び、女子アマチュアゴルフにおいて最も高い栄誉を持つ大会であるとみなされている。しばしば「全米女子アマ」と略称される。

## ロバートコックスカップ
勝者には1896年以降毎年ロバートコックスカップが優勝者に授与される。トロフィーはスコットランド エジンバラの英国議会議員でゴルフコース設計家であるロバート・コックスにより寄付された。これは USGA 開催競技で贈られるトロフィーの中で最古のものとなっている。金メダルとともに高さ2フィートのレプリカおよびエトルリア調の銀ケースが優勝者に贈呈される。オリジナルのトロフィーはUSGA博物館図書館に永久展示されている。このロバートコックスカップは USGA 主催大会の中で唯一海外から寄贈されたトロフィーである。
最初の大会の参加者は13名で、18ホールで競われた。男子の全米アマ大会同様、出場申込をするためにはプレーヤーは USGA に所属するクラブのメンバーである必要があり、これが1979年まで続いた。現在数千名の選手が出場申込を行っており、USGA は出場者をより管理しやすい数にまで減らすため、セクショナル予選 (Sectional Qualification) と呼ぶ予備予選を行っている。本戦は2ラウンドのストロークプレーを行い、上位の64名がマッチプレーによるトーナメント戦を行い優勝者を決定する。マッチプレー戦は18ホールで行われる（決勝戦は36ホール）。
1956年、インディアナポリスのメリディアンヒルズカントリークラブで開催された大会で、アン・グレゴリーがアフリカ系アメリカ人として初めて優勝した。
出場申込に年齢制限はないがハンディキャップインデックスが 3.4 以下である必要がある。モルガン・プレッセルは2001年に13歳で予備予選を通過して本選出場し、2005年には17歳で優勝した。2006年の優勝者であるキンバリー・キムは14歳で、ローラ・ボーの持っていた最年少記録を更新した。2007年、パール・ジンとアレクシス・トンプソンの二人はどちらも12歳で予備予選を通過し、かつ本選のマッチプレーまで進んだ。さらに二人はマッチプレーの3回戦で対戦を行った。この試合はトンプソンが勝利したが、次の準々決勝戦で敗れてしまった。
この大会がティーンエージャーやトーナメントプロを目指す大学生のプレーヤーで占められるようになったので、USGAは1987年に全米女子ミッドアマ選手権を新たに設け、出場申込年齢を25歳以上とした。これにより高年齢のアマチュアが戦う場が設けられた。出場申込のためのハンディキャップ制限は9.4以下となっている。
USGAはこの大会の最も特筆すべきチャンピオンは6回優勝したグレナ・コレット＝ベアであると評価している。パティー・バーグ、ベーブ・ザハリアス、ルイーズ・サグス、ベス・ダニエルを含むトッププロの多くはこの大会での優勝経験を持っている。
マッチプレーの決勝戦を戦った2名は全米女子オープンの本選出場資格が与えられる。優勝者は全英女子オープンの本選出場資格が与えられ、また、50歳になったら全米女子シニアオープンの本選出場資格が与えられる（プロに転向したものは1年、アマのままのものは5年）。

## 大会方式
大会は男子の全米アマ同様、2日間のストロークプレーのち、64名によるマッチプレーによるトーナメントに進む。準決勝までが18ホール、決勝は36ホールで争われる。優勝者と準優勝者には翌年の全米女子オープンの出場権が与えられる。

## 歴代優勝者
特に記載されない限りアメリカ選手
- 1895年：ルーシー・バーンズ＝ブラウン
- 1896年：ベアトリクス・ホイト
- 1897年：ベアトリクス・ホイト
- 1898年：ベアトリクス・ホイト
- 1901年：ジュヌビエーブ・ヘッカー
- 1902年：ジュヌビエーブ・ヘッカー
- 1909年： ドロシー・キャンベル
- 1910年： ドロシー・キャンベル
- 1911年：マーガレット・カーチス
- 1912年：マーガレット・カーチス
- 1916年：アレクサ・スターリング
- 1919年：アレクサ・スターリング
- 1920年：アレクサ・スターリング
- 1922年：グレナ・コレット
- 1925年：グレナ・コレット
- 1928年：グレナ・コレット
- 1929年：グレナ・コレット
- 1930年：グレナ・コレット
- 1931年：ヘレン・ヒックス
- 1932年：バージニア・ヴァン・ウィー
- 1933年：バージニア・ヴァン・ウィー
- 1934年：バージニア・ヴァン・ウィー
- 1935年：グレナ・コレット・ベア
- 1936年： パメラ・バートン
- 1938年：パティ・バーグ
- 1939年：ベティ・ジェームソン
- 1940年：ベティ・ジェームソン
- 1946年：ベーブ・ザハリアス
- 1947年：ルイーズ・サグス
- 1952年：ジャッキー・プン
- 1956年： マレーネ・スチュワート
- 1957年：ジョアン・ガンダーソン
- 1960年：ジョアン・ガンダーソン
- 1962年：ジョアン・ガンダーソン
- 1966年：ジョアン・ガンダーソン
- 1968年：ジョアン・ガンダーソン
- 1969年： カトリーヌ・ラコスト
- 1980年：ジュリ・インクスター
- 1981年：ジュリ・インクスター
- 1982年：ジュリ・インクスター
- 1985年： 服部道子
- 1986年：ケイ・コッカリル
- 1987年：ケイ・コッカリル
- 1990年：パット・ハースト
- 1994年：ウェンディ・ワード
- 1995年：ケリー・キューネ
- 1996年：ケリー・キューネ
- 1997年： シルビア・カバレリ
- 1998年： グレース朴
- 2003年： ビラダ・ニラパスポンポーン
- 2004年：ジェーン・パーク
- 2005年：モーガン・プレッセル
- 2006年：キンバリー・キム
- 2007年： マリア・ホセ・ウリベ
- 2008年：アマンダ・ブルーメンハースト
- 2009年：ジェニファー・ソン
- 2010年：ダニエル・カン
- 2011年：ダニエル・カン
- 2012年： リディア・コ
- 2013年：エマ・タリー
- 2014年：クリスティン・ギルマン
- 2015年：ハンナ・オサリバン
- 2016年： ソン・ジョンウン
- 2017年：ソフィア・シューベルト
- 2018年：クリスティン・ギルマン
- 2019年： ガブリエラ・ルフェルズ
- 2020年：ローズ・チャン
- 2021年：ジェンセン・キャッスル
- 2022年： 馬場咲希
- 2023年：ミーガン・ショフィル
- 2024年：リアンヌ・マリクシー
- 2025  Megha Ganne

## 今後の開催地
| Year | Edition | Course                 | Location                   | Dates       | 過去の開催実績   |
| ---- | ------- | ---------------------- | -------------------------- | ----------- | ---------------- |
| 2026 | 126th   | Honors Course          | Ooltewah, Tennessee        | August 3–9  |                  |
| 2028 | 128th   | Brae Burn Country Club | West Newton, Massachusetts | August 7–13 | 1906, 1975, 1997 |
| 2029 | 129th   | オークランドヒルズCC   | Bloomfield Hills, Michigan | TBD         | 1929             |

Bandon Dunes Golf Resort is also slated to host in 2032 and 2041.

Atlanta Athletic Club is slated to host in 2035.

Oakmont Country Club is slated to host in 2046.

Source